# Eilema tortricoides
Eilema tortricoides är en fjärilsart som beskrevs av Walker 1862. Eilema tortricoides ingår i släktet Eilema och familjen björnspinnare. Inga underarter finns listade i Catalogue of Life.